# Geiriadur Prifysgol Cymru
El Geiriadur Prifysgol Cymru (Diccionario de la Universidad de Gales) es el diccionario histórico estándar de la lengua galesa, aspirando a ser "comparable en método y alcance al Oxford English Dictionary para el inglés".  El vocabulario está definido en galés y se incluyen los equivalentes ingleses. Se presta atención a a las variantes, frases hechas y la etimología.
La primera edición fue publicada en cuatro volúmenes entre 1967 y 2002, conteniendo 7,3 millones de palabras en 3.949 páginas, documentando 105,000 entradas. Hay casi 350.000 referencias del siglo VII a 2002, con 320.000 definiciones galesas y 290.000 sinónimos ingleses

## Historia
En 1921, un equipo de la Biblioteca Nacional de Gales, Aberystwyth, organizado por el J. Bodvan Anwyl, organizó a lectores voluntarios para registrar palabras. La tarea de editar el diccionario fue emprendido por R. J. Thomas en el curso académico 1948/49.[cita requerida]
La primera edición del Volumen  apareció en 1967, seguido por el Volumen II en 1987, el Volumen III en 1998, y el Volumen IV, editado por Gareth Un. Bevan y P. J. Donovan, en diciembre de 2002. El trabajo para una segunda edició comenzó a continuación. 
En enero de 2008 Andrew Hawke fue nombrado editor, siguiendo la jubilación de los anteriores coeditores.
El 26 de junio de 2014 se lanzó una versión en línea del diccionario y el 24 de febrero de 2016 aplicaciones libres para iOS y Android.